# Inga ismaelis
Inga ismaelis là một loài rau đậu thuộc họ Fabaceae.
Loài này chỉ có ở México.